# Daus

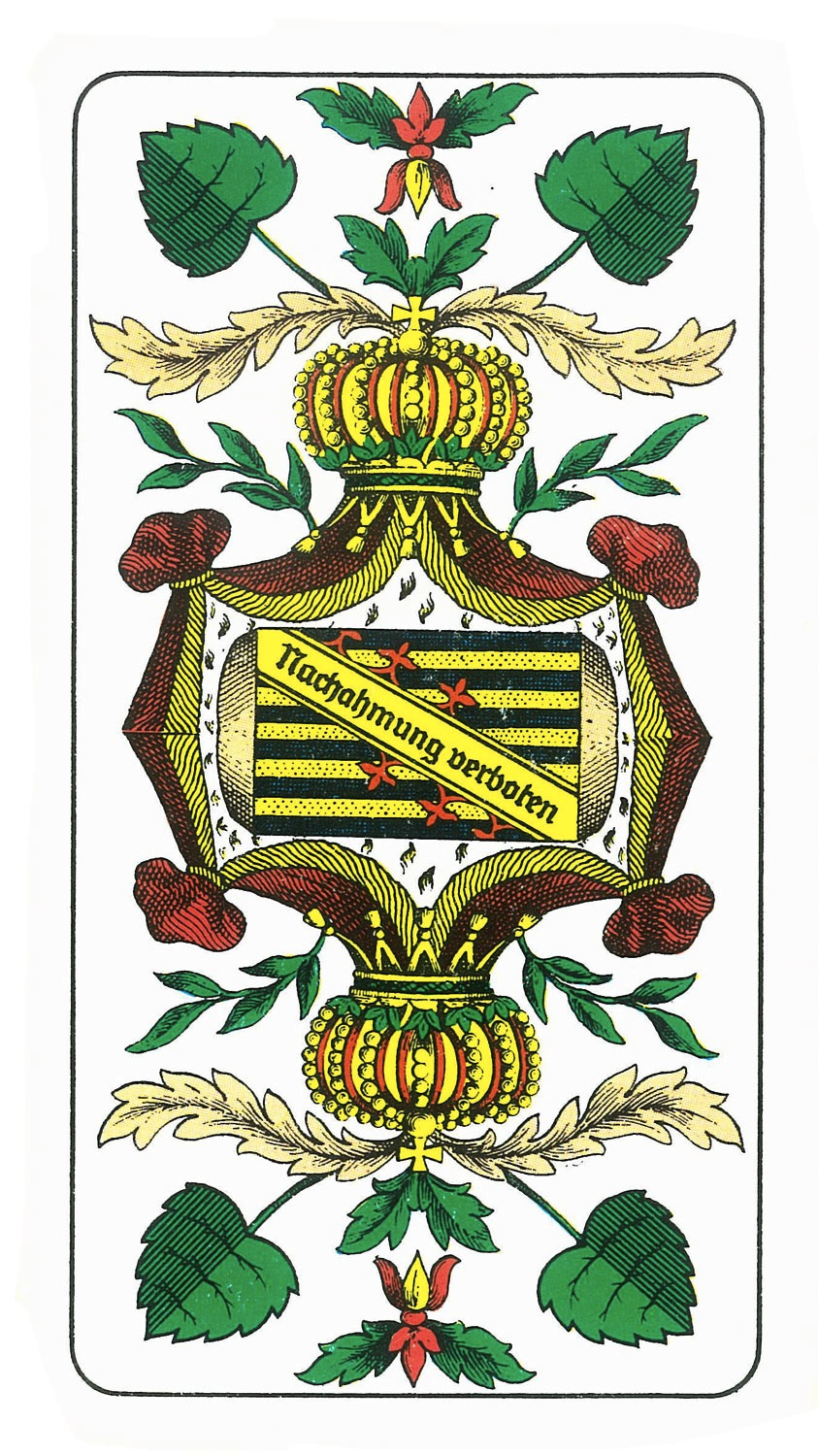
Le Daus de feuille d'un jeu de cartes allemand ; la valeur de la carte est indiquée par les deux enseignes symétriques, en haut et en bas de la carte.

Le Daus est la carte à jouer de plus haute valeur dans les jeux de cartes allemands.

## Nom
En allemand, le terme Daus signifie « deux » dans le contexte des jeux de carte. Il se prononce /daʊ̯s/.
Daus est de genre neutre ; son pluriel est Däuser (/dɔʏ̯zɐ/).
L'étymologie du mot est similaire à celle de « deux » en français ou « deuce » en anglais. Le terme est employé depuis le XIIe siècle dans le contexte des cartes à jouer ou des dés, tout d'abord en vieux haut-allemand, puis en moyen haut-allemand.
Dans le sud de l'Allemagne et en Autriche, la carte est souvent appelée Sau (« truie, sanglier »).
Dans le jeu polonais à 36 cartes, la carte est appelée tuz.

## Historique
Le Daus provient de l'évolution des jeux de tarot, diffusés en Europe depuis l'Italie à partir du XVe siècle. D'une manière similaire à l'as, le deux s'est retrouvé promu carte de plus forte valeur. Pour des raisons pratiques et budgétaires (adaptation des cartes à différents jeux, réduction des coûts lors de l'impression, etc.), les jeux de tarot ont vu leur nombre de cartes diminuer, par suppression des atouts et des cartes de faible valeur. Dans les zones ayant privilégié le deux, celui-ci a été conservé après ces réductions.

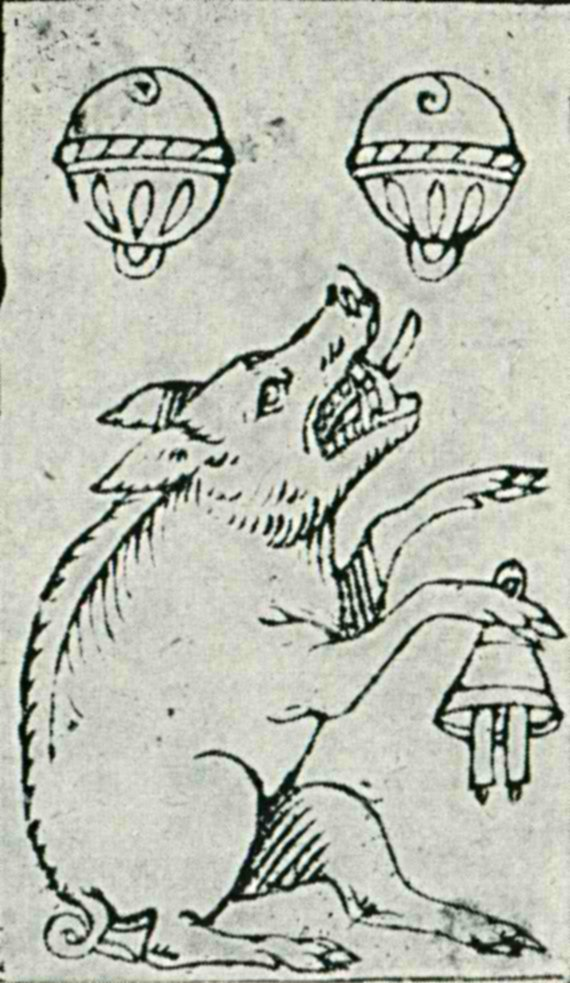
Daus de grelot (Hans Forster, Vienne, 1573).
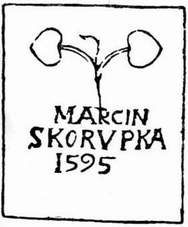
Daus de feuille (Pologne, 1595).

## Usage
Dans les jeux de carte qui l'utilisent, le Daus est la plus haute carte, l'équivalent de l'as dans le jeu de 32 cartes français. Il existe un Daus pour chacune des quatre enseignes, soit quatre Däuser par jeu.
La caractéristique générale des Däuser est de présenter, comme illustration, deux marques d'enseignes (au lieu d'une seule pour l'as, par exemple).
On retrouve le Daus dans les jeux de carte traditionnels des pays de langue germanique (Allemagne du Sud, Autriche, Suisse alémanique, Tyrol du Sud) et d'Europe centrale (Hongrie, République tchèque, Pologne (pl), Croatie, etc.).